# John Boynton Priestley
John Boynton Priestley OM (/ˈ p r iː s t l i / ; Manningham, 1894. szeptember 13. – Alveston, 1984. augusztus 14.) angol regény-, dráma-, forgatókönyvíró, műsorszolgáltató és társadalmi kommentátor.
Yorkshire-i hátterét fikcióinak nagy része tükrözi, nevezetesen a The Good Companions (1929) című művében, amely először hívta fel munkájára a nyilvánosság figyelmét. Sok darabja időcsúszás köré épül fel, és egy új időelméletet dolgozott ki, amelynek különböző dimenziói kapcsolják össze a múltat, jelent és jövőt.
1940-ben rövid propaganda- rádióbeszélgetések sorozatát sugározta, amelyek a brit csata során a polgári morált erősítendő. A következő években baloldali meggyőződése konfliktusba sodorta a kormánnyal, és hatással volt a jóléti állam fejlődésére.

## Korai évei
Priestley 1894. szeptember 13-án született a Mannheim Road 34. szám alatt, Manninghamben, Bradford „rendkívül tiszteletreméltónak" minősített külvárosában. Apja, Jonathan Priestley (1868–1924) igazgató volt. Édesanyja, Emma Holt (1865–1896) molnárlány volt. Akkor halt meg, amikor Priestley mindössze két éves volt, apja pedig négy évvel később újraházasodott. Priestley a Belle Vue Gimnáziumban tanult, amelyet 16 éves korában otthagyott, hogy a Helm & Co.-nál a Swan Arcade-ban kiskorú hivatalnokként dolgozzon.
A Helm & Co.-nál eltöltött évei alatt (1910–1914) éjszaka kezdett írni, és cikkei megjelentek a helyi és londoni lapokban. Bradfordi emlékeire kellett támaszkodnia sok olyan művében, amelyet délre költözése után írt, köztük a Bright Day és a When We Are Married. Idős emberként sajnálatát fejezte ki amiatt, hogy Bradfordban a viktoriánus épületek fejlesztői lerombolták, például a Swan Arcade-ot, ahol az első munkahelye volt.
Az első világháború alatt a brit hadseregben szolgált, 1914. szeptember 7-én önkéntesként jelentkezett a Duke of Wellington ezredénél, majd 1915. augusztus 26-án a franciaországi 10. zászlóaljhoz küldték tizedesi rendfokozattal.
1916 júniusában súlyosan megsebesült, amikor egy árokmozsár élve eltemette. Sok hónapot töltött katonai kórházakban és rehabilitációs intézményekben. 1918. január 26-án a devonshire-i ezred tisztjévé léptették, és a nyár végén visszaküldték Franciaországba. Ahogy irodalmi visszaemlékezésében, a Margin Released című írásában leírja, ahogy a mérges gáz hatásaitól szenvedett, majd német hadifoglyokra felügyelt, mielőtt 1919 elején leszerelték.
Katonai szolgálata után Priestley egyetemi oktatásban részesült a cambridge-i Trinity Hallban, ahol az elsők között volt, akik az újonnan alapított angol Tripost tanulták; a történelem szakra átkerülve, 1921-ben felsőfokú végzettséget szerzett. 30 éves korára esszéíróként és kritikusként szerzett hírnevet. Benighted (1927) című regényét, a The Old Dark House (1932) című James Whale-filmben adaptálták; a regény a film neve alatt jelent meg az Egyesült Államokban.

## Pályája
Első nagy sikerét a The Good Companions (1929) című regényével érte el, amellyel James Tait Black Memorial Prize díjat kapott szépirodalmi tevekenységéért, és ismert személyiséggé tette hazájában. Következő regénye, az Angel Pavement (1930) még sikeresebb regényíróvá tette. Néhány kritikus azonban kevésbé dicsérte a munkáját, és Priestley jogi lépésekkel fenyegette meg Graham Greene-t, amiért a Stamboul Train (1932) című regényében rágalmazó portrét festett róla.
1934-ben kiadta az English Journey című útleírást, amely beszámol arról, amit látott és hallott, miközben a nagy gazdasági világválság alatt az országban utazott.
Priestley-t ma úgy tekintik mint az írekkel szemben előítélettel bírót, amint az az English Journey-ban is olvasható: "Sok beszéd és könyv íródott arról, hogy mit tett Anglia Írországgal... Kíváncsi lennék beszédet hallani és elolvasni egy-két könyvet arról a témáról, hogy Írország mit művelt Angliával, ha lehetséges, hogy visszatérünk Írországunkhoz. Polgárok, micsoda nagy kivonulás lesz az összes nyugati kikötőből, Clyde-tól Cardiffig, micsoda remek kilépés a tudatlanságból, a koszból, a részegségből és a betegségekből.
Új műfajra váltott, és drámaíróként is ismertté vált. A Veszélyes forduló (1932) volt az első a sok közül, amely lenyűgözte a West End színházi közönségét. Legismertebb darabja az An Inspector Calls (1945). Drámái változatosabb hangvételűek, mint a regényei, és többükre JW Dunne időelmélete is hatással volt; szerepet játszik a Veszélyes forduló (1932) és a Time and the Conways című drámáiban.
1940-ben Priestley esszét írt a Horizon magazinnak, amelyben bírálta George Bernard Shaw-t Sztálin támogatása miatt: „Shaw azt feltételezi, hogy barátja, Sztálin mindent kézben tart. Nos, Sztálin talán különleges intézkedéseket tett annak érdekében, hogy Shaw-nak ne legyen baja, de mi, nyugat-európaiak nem érezzük annyira biztonságban azokat, akik nem osztoznak Shaw-n érdeklődésében a diktátorok iránt."
A második világháború alatt a BBC rendszeres műsorszolgáltatója volt. Az 1940-ben és 1941-ben is vasárnap este sugárzott Utóirat 16 milliós csúcsközönséget vonzott; csak Churchill volt népszerűbb a hallgatók körében. Graham Greene azt írta, hogy Priestley „A Dunkerque utáni hónapokban olyan vezetővé vált, aki csak egy lépessel áll Mr. Churchill mögött. És ő adta nekünk azt, amit a többi vezetőnk soha nem tudott megadni: egy ideológiát." De a megjegyzéseit törölték. Úgy gondolták, hogy ez volt az oka Churchill panaszainak, miszerint túlságosan baloldaliak; 2015-ben azonban Priestley fia azt mondta apja életéről szóló legújabb könyvéről tartott beszédében, hogy valójában Churchill kabinetje volt az, amely az adásokról negatív jelentéseket szolgáltatott a miniszterelnöknek.
Priestley az 1941-es bizottság elnöke volt, 1942-ben pedig társalapítója volt a szocialista Közös Vagyonpártnak . Műsorainak politikai tartalma és a háború utáni új és más Nagy-Britanniával kapcsolatos reményei befolyásolták a korszak politikáját, és elősegítették a Munkáspárt elsöprő győzelmét az 1945-ös általános választásokon. Maga Priestley azonban bizalmatlan volt az állammal és a dogmákkal szemben, bár 1945-ben a Cambridge-i Egyetem választókerületét képviselte.
Priestley neve szerepelt Orwell listáján, azon, amelyet George Orwell 1949 márciusában készített az Információkutatási Osztály (IRD) számára, a munkáspárti kormány által a Külügyminisztériumban létrehozott propagandaegységhez. Orwell úgy vélte, vagy gyanította, hogy ezek az emberek kommunista beállítottságúak, és ezért alkalmatlanok arra, hogy az IRD-nek írjanak.
Priestley 1958-ban a Campaign for Nuclear Disarmament alapító tagja volt.
Priestley 1960-ban kiadta a Literature and Western Man című 500 oldalas áttekintést a nyugati irodalomról, annak minden műfajában a 15. század második felétől a 20. század közepéig. (Az utolsó tárgyalt szerző Thomas Wolfe volt.)
1964-ben Priestly csatlakozott a Who Killed Kennedy?, Bertrand Russell által felállított bizottsághoz.
Az idő problémája iránti érdeklődése arra késztette, hogy 1964-ben Ember és idő címmel kiadjon egy kiterjesztett esszét. (Az Aldus ezt Carl Jung Man and His Symbols című művének kísérőjeként publikálta.) A könyvben behatóan feltárt különféle elméleteket és hiedelmeket az idővel kapcsolatban, valamint saját kutatásait és egyedi következtetéseit, beleértve a prekognitív álmodás jelenségének elemzését is, részben a brit közönségtől gyűjtött tapasztalatok széles körére alapítva, akik televíziós interjúban lelkesedéssel válaszoltak a BBC 1963-asMonitor című programjában.

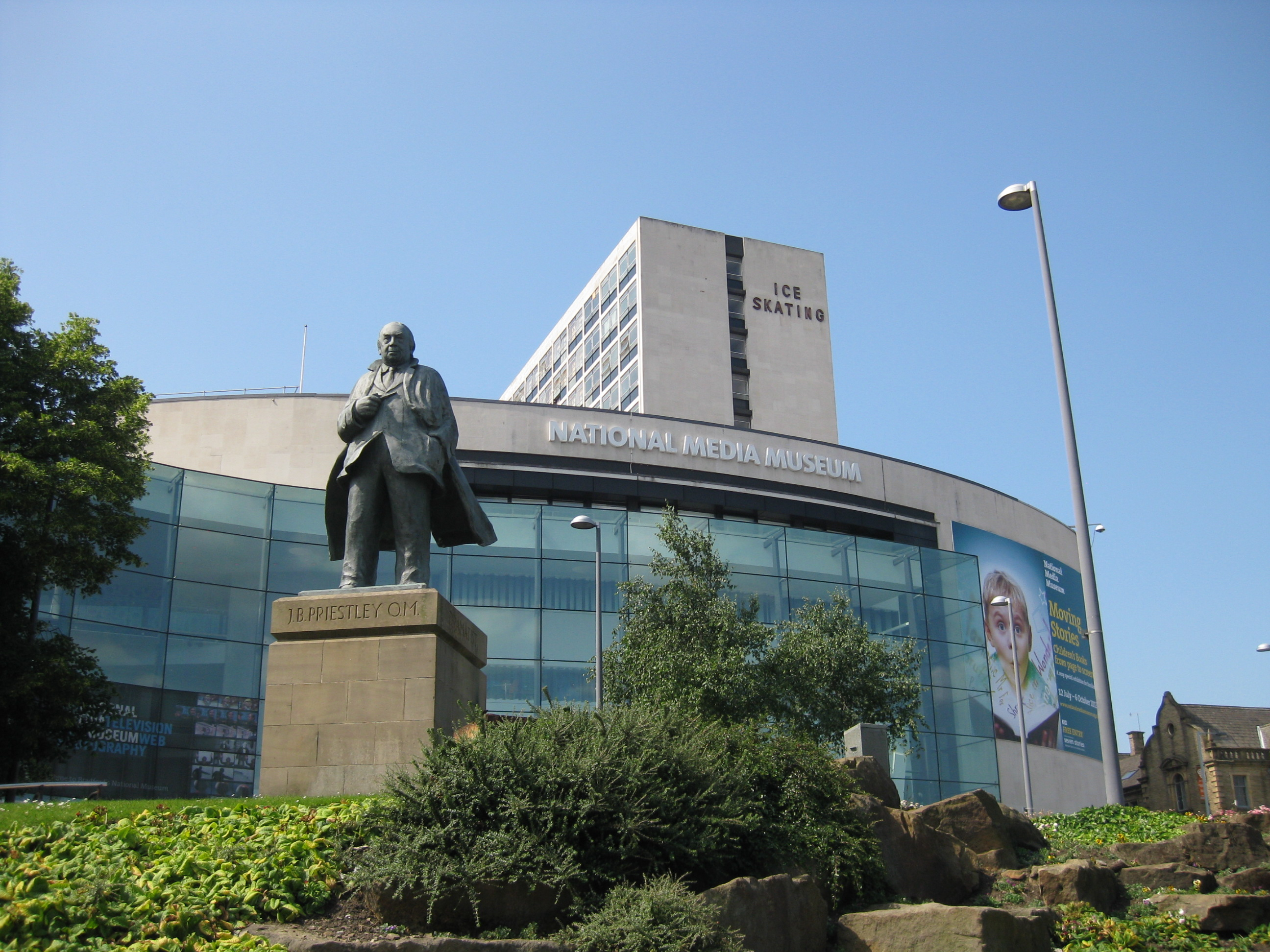
Szobra a bradfordi Nemzeti Tudományos és Médiamúzeum előtt

A Bradfordi Egyetem Priestley-t 1970-ben tiszteletbeli Doctor of Letters címmel tüntette ki, 1973-ban pedig Bradford város szabadságáért kitüntetést. A városhoz fűződő kapcsolatait a Bradfordi Egyetem JB Priestley Könyvtárának elnevezése is fémjelezte, amelyet hivatalosan 1975-ben ő nyitott meg, és a halála után a Bradfordi Városi Tanács megbízásából készült, életnagysagúnál nagyobb szobra, amely jelenleg a Nemzeti Tudományos és Médiamúzeum előtt áll.

## Magánélete
Priestley igen kedvelte a klasszikus zenét, különösen a kamarazenét. Ez tükröződik számos művében, különösen kedvenc regényében, a Bright Dayben (Heinemann, 1946). Trombiták a tenger felett című könyvének alcíme „a Londoni Szimfonikus Zenekar 1967. július–augusztusi Daytona Beachen történt felléései” alcímet viseli.
1941-ben fontos szerepet játszott egy adománygyűjtő kampány megszervezésében és támogatásában a Londoni Filharmonikus Zenekar nevében, amellyel Sir Thomas Beecham tavozása után küzdött, hogy önkormányzó testületté váljon. 1949-ben mutatták be Arthur Bliss Az olimpikonok című operáját Priestley librettójára.
Priestley 1965-ben elvetette, hogy életműdíjat kapjn, és 1969-ben visszautasította a Companion of Honort is. De 1977-ben megkapta az Order of Merit érdemrendet. Brit delegátusként részt vett az UNESCO konferenciáin is.

### Házasságai

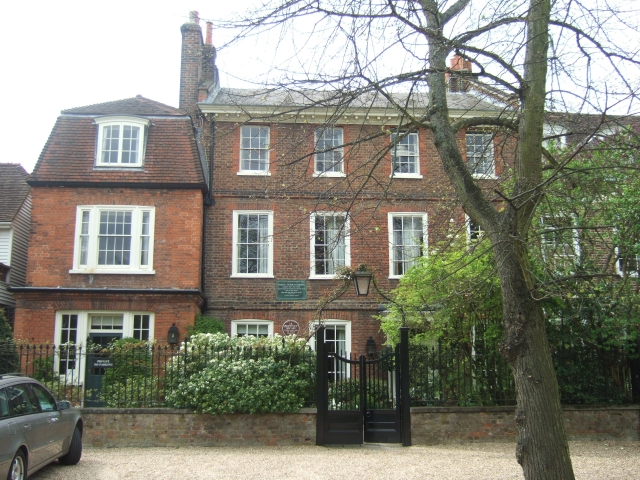
A The Grove 3. sz.

Priestley háromszor nősült. Számos viszonya is volt, köztük egy komoly Peggy Ashcroft színésznővel. 1972-ben írta magát „bujának” és olyannak, aki „élvezi a nemekkel való fizikai kapcsolatokat [...] a bűntudat érzése nélkül, amely úgy tűnik, zavarja néhány kiváló kollégámat."
1921-ben Priestley feleségül vette Emily "Pat" Tempestet, a zeneszerető bradfordi könyvtárost. Két lányuk született: Barbara (későbbi nevén Barbara Wykeham építész) 1923-ban és Sylvia (a Michael Goamannel kötött házassága után Sylvia Goaman néven ismert tervező) 1924-ben. 1925-ben felesége rákban halt meg.
1926 szeptemberében feleségül vette Jane Wyndham-Lewist (az egykori " Beachcomber " rovatvezető, DB Wyndham-Lewis volt felesével és Wyndham Lewis művésznővel); két lányuk született (köztük Mary Priestley zeneterapeuta, aki 1924-ben fogant, amikor Jane még DB Wyndham-Lewis felesége volt) és egy fiuk, a filmvágó Tom Priestley. A második világháború alatt Jane több bentlakásos bölcsődét vezetett az evakuált anyák és gyermekeik számára, akik közül sokan szegény körzetekből származtak. Házasságuk nagy részében a highgate-i, The Grove 3.-ban éltek, amely korábban Samuel Taylor Coleridge költő otthona volt.
1953-ban Priestley elvált második feleségétől, majd elvette Jacquetta Hawkes régész-írónőt, akivel együttműködött a Dragon's Mouth című darabban. A pár később a Warwickshire állambeli Alvestonban élt, Stratford-upon-Avon közelében.

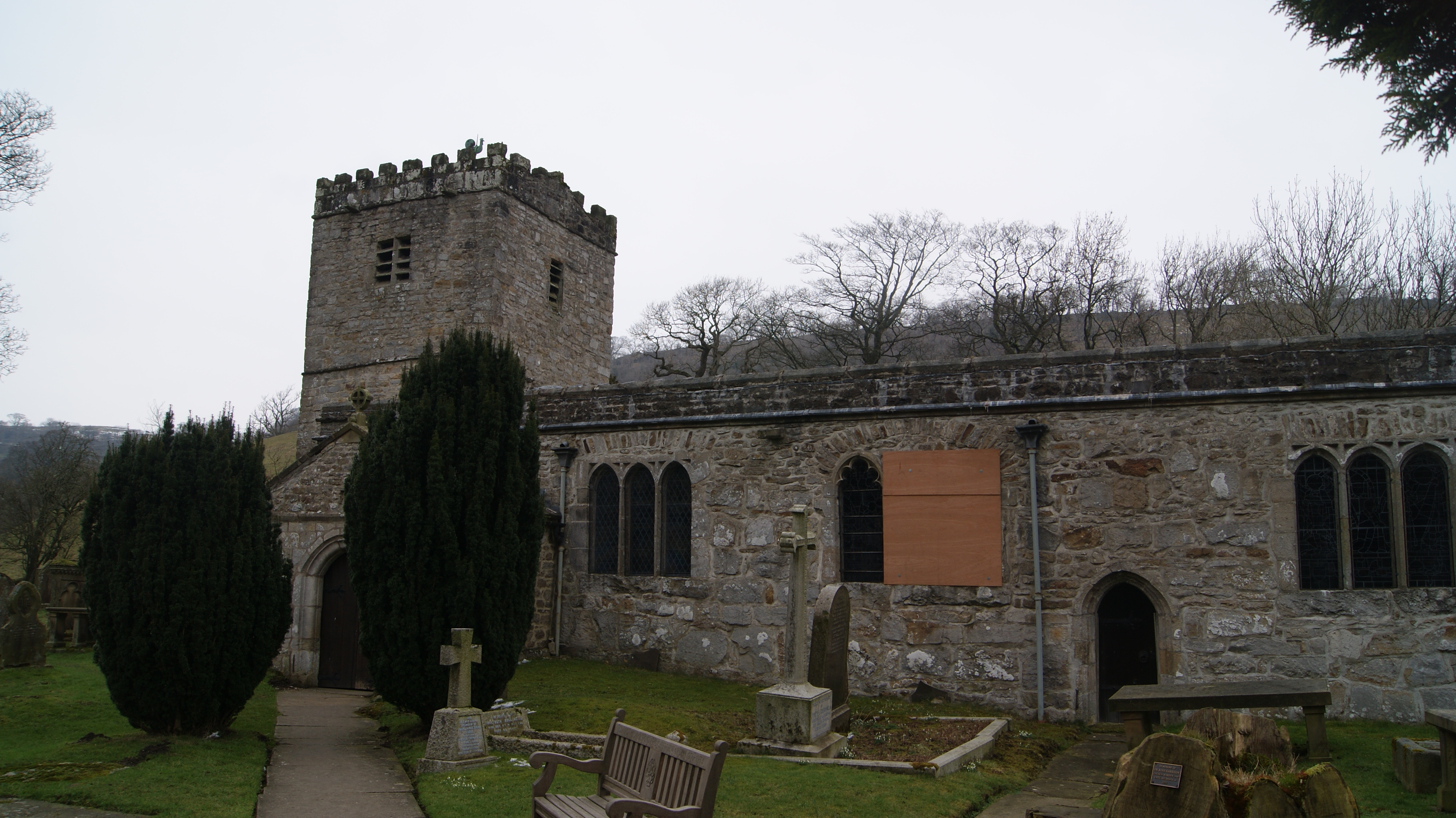
Priestley hamvait a Yorkshire Dales Nemzeti Parkban található hubberholme-i Szent Mihály és Minden Angyal templom kertjében temették el.

### Halála
Priestley 1984. augusztus 14-én halt meg tüdőgyulladásban, egy hónappal a kilencvenedik születésnapja előtt. Hamvait a yorkshire-i Wharfedale élén lévő hubberholme-i Szent Mihály és minden angyalok templomának kertjében temették el. Sírja pontos helyét soha nem hozták nyilvánosságra, és csak az a három személy tudja, akik a temetésen jelen voltak.
A templomban elhelyezett emléktábla azt közli, hogy a hamvait „a közelben” temették el. Három fényképet dr. Brian Hoyle Thompson készített a temetésről. Ő és felesége ketten voltak a jelenlévő három személy közül. A hamvakat tartalmazó urna sárgaréz lemezén JB Priestley felirat jólmolvasható az egyik képen. 

## Levéltára
Priestley 1960-ban kezdte kiadni iratait az austini Texasi Egyetem Harry Ransom Központjában, és egész életében kiegészítéseket tett hozzá. A központ folyamatosan bővítette a gyűjteményt ajándékok és vásárlások révén, amikor csak lehetséges. A kollekció 2016-ban 23 dobozból állt, beleértve számos művének eredeti kéziratait és kiterjedt levelezését.
A Bradfordi Egyetem Könyvtárában található a J. B. Priestley Archívum különleges gyűjteményük részeként forgatókönyveket, folyóiratcikkeket, előadásokat, sajtókivágásokat, levelezést, fényképeket és tárgyakat tartalmaz, mint például Priestley ikonikus pipáját. A gyűjtemény anyagának nagy részét a Priestley Estate adományozta.

## Bibliográfia
- Adam in Moonshine (1927)
- Benighted (1927) (The Old Dark House néven forgatták)
- A jó társak (1929)
- Angel Pavement (1930)
- Faraway (1932)
- Wonder Hero (1933)
- Albert Goes Through (1933)
- Sétálnak a városban (1936)
- The Doomsday Men (1937)
- Hadd énekeljenek az emberek (1939)
- Blackout in Gretley (1942)
- Nappal szombaton (1943)
- Három férfi új öltönyben (1945)
- Fényes nap (1946)
- Jenny Villiers (1947)
- Fesztivál Farbridge-ben (1951)
- Low Notes on a High Level (1954)
- A varázslók (1954)
- Szaturnusz a víz felett (1961)
- Június harmincegyedike (1961)
- A só elmegy (1961)
- The Shapes of Sleep (1962)
- Sir Michael és Sir George (1964)
- Elveszett birodalmak (1965)
- Ez egy régi ország (1967)
- The Image Men Vol. 1: Városon kívül (1968)
- The Image Men Vol. 2: London End (1968)
- Found, Lost, Found (1976)

### Egyéb fikciói
- Farthing Hall (1929) (Hugh Walpole-lal együttműködésben írt regény)
- The Town Major of Miraucourt (1930) (novella, 525 példányos limitált kiadásban)
- Mindent elmondok neked (1932) (Gerald Bullett-tel közösen írt regény)
- A másik hely (1952) (novellák)
- Snoggle (1971) (gyermekregény)
- A Carfitt-válság (1975) (két regény és egy novella)

Ruth Mitchell regényei (a The Lost Generation című háborús regény szerzője és Priestley sógornője második házassága révén)
- Dangerous Corner (1933), a darab későbbi Broadway-tervezete alapján, Priestley előszavával (puha kötés)
- Laburnum Grove (1936), a darab és az azt követő forgatókönyv alapján, a filmhez kötődő keményfedeles kiadásként jelent meg

### Válogatott színdarabok
- A jó társak (1931)
- Veszélyes forduló (1932)
- Laburnum Grove (1933)
- Eden End (1934)
- Cornelius (1935)
- Emberek a tengeren (1936)
- Méhek a hajófedélzeten (1936)
- Az idő és a Conways (1937)
- Már voltam itt korábban (1937)
- Amikor házasok vagyunk (1938)
- Johnson Over Jordan (1939)
- A hosszú tükör (1940)
- Egy városba jöttek (1943)
- Desert Highway (1944)
- Hogy vannak otthon? (1944)
- Egy felügyelő hív (1945)
- A Paradicsom óta (1946)
- A hársfa (1947)
- Az otthon holnap (1948)
- Nyári nap álma (1949)
- Anyák napja (1950)
- A fehér grófnő (1954)
- Mr. Kettle és Mrs. Moon (1955)
- The Glass Cage (1957)
- Június harmincegyedike: Mese az igaz szerelemről, vállalkozásról és haladásról az artúri és az i.sz. atomkorszakban
  - Regény. 1961. december: keménykötés;ISBN 0-434-60326-0 /ISBN 978-0-434-60326-8 (UK kiadás); William Heinemann Kft.
  - BBC rádiódramatizálás; másfél óra
  - Regény. 1996: puhakötésű;ISBN 0-7493-2281-0 /ISBN 978-0-7493-2281-6 (UK kiadás); Mandarin
  - Június 31. (1978) (TV) szovjet film
- Benighted (2016, Duncan Gates 1928-as regényéből adaptálva)
- A körforgalom (1931)

### Filmek
- Sing As We Go (1934) (forgatókönyv Gordon Wellesleyvel)
- Nézz fel és nevess (1935) (forgatókönyv)
- Két világban élünk (1937) (dokumentumfilm rövid téma, írta és bemutatja Priestley)
- Jamaica Inn (1939) (további párbeszéd)
- Britain at Bay (1940) (dokumentumfilm rövid téma, írta és bemutatta Priestley)
- A városba jöttek (1944) (forgatókönyv Basil Deardennel és Sidney Cole-lal, az ő darabja alapján; Priestly a történet narrátoraként is megjelenik)
- Last Holiday (1950) (forgatókönyvíró és producer)

### Televíziós munka
- Tudod, mik az emberek (1955)
- Fotelszínház : Most engedd el menni (ABC – 1957. szeptember 15.)
- Dyson világvége (Granada – 1958. március 10.)
- Out of the Unknown : Hetedik szint (BBC2 – 1966. október 27., Mordecai Roshwald történetének adaptációja)
- A szerdai játék : Valaki teniszezni? (BBC1 – 1968. szeptember 25.)
- Shadows : The Other Window (Temze – 1975. október 15., Jacquetta Hawkesszal közösen)
- An Inspector Calls (több verzió, köztük a BBC – 2015)